# Krottelbach
Krottelbach ist eine Ortsgemeinde im Landkreis Kusel in Rheinland-Pfalz. Sie gehört der Verbandsgemeinde Oberes Glantal an.

## Geographie
Krottelbach liegt in der Westpfalz nahe an der Grenze zum Saarland. Im nahegelegenen Wald gibt es sieben markierte Wanderwege.

## Politik

### Gemeinderat
Der Gemeinderat in Krottelbach besteht aus zwölf Ratsmitgliedern, die bei der Kommunalwahl am 9. Juni 2024 in einer personalisierten Verhältniswahl gewählt wurden, und dem ehrenamtlichen Ortsbürgermeister als Vorsitzendem.
Die Sitzverteilung im Gemeinderat:
| Wahl | SPD | FWG | GfK | WGB | Gesamt   |
| ---- | --- | --- | --- | --- | -------- |
| 2024 | 3   | 4   | 5   | –   | 12 Sitze |
| 2019 | 5   | 3   | 2   | 2   | 12 Sitze |
| 2014 | 4   | 4   | 4   | –   | 12 Sitze |
| 2009 | 2   | 5   | 5   | –   | 12 Sitze |
| 2004 | 5   | –   | 7   | –   | 12 Sitze |

- FWG = Freie Wählergruppe Wagner
- GfK = Wählergruppe Gemeinsam für Krottelbach e. V.
- WGB = Wählergruppe Becker

### Bürgermeister
Karlheinz Finkbohner wurde bei der Direktwahl am 9. Juni 2024 mit einem Stimmenanteil von 74,7 % für weitere fünf Jahre in seinem Amt bestätigt.

## Veranstaltungen
- Kappensitzungen (am Samstag vor Fasching und an Faschingsamstag im Sportheim)
- Rosenmontagsspektakel im Sportheim
- Feuerwehrfest (am Wochenende nach Christi Himmelfahrt)
- Dorffest (drittes Wochenende im August)
- Kerwe (letztes Wochenende im Oktober)
- Martinsumzug
- Sportfest
- Maifeier (am 1. Mai auf der Hohen Fels)

## Wirtschaft und Infrastruktur

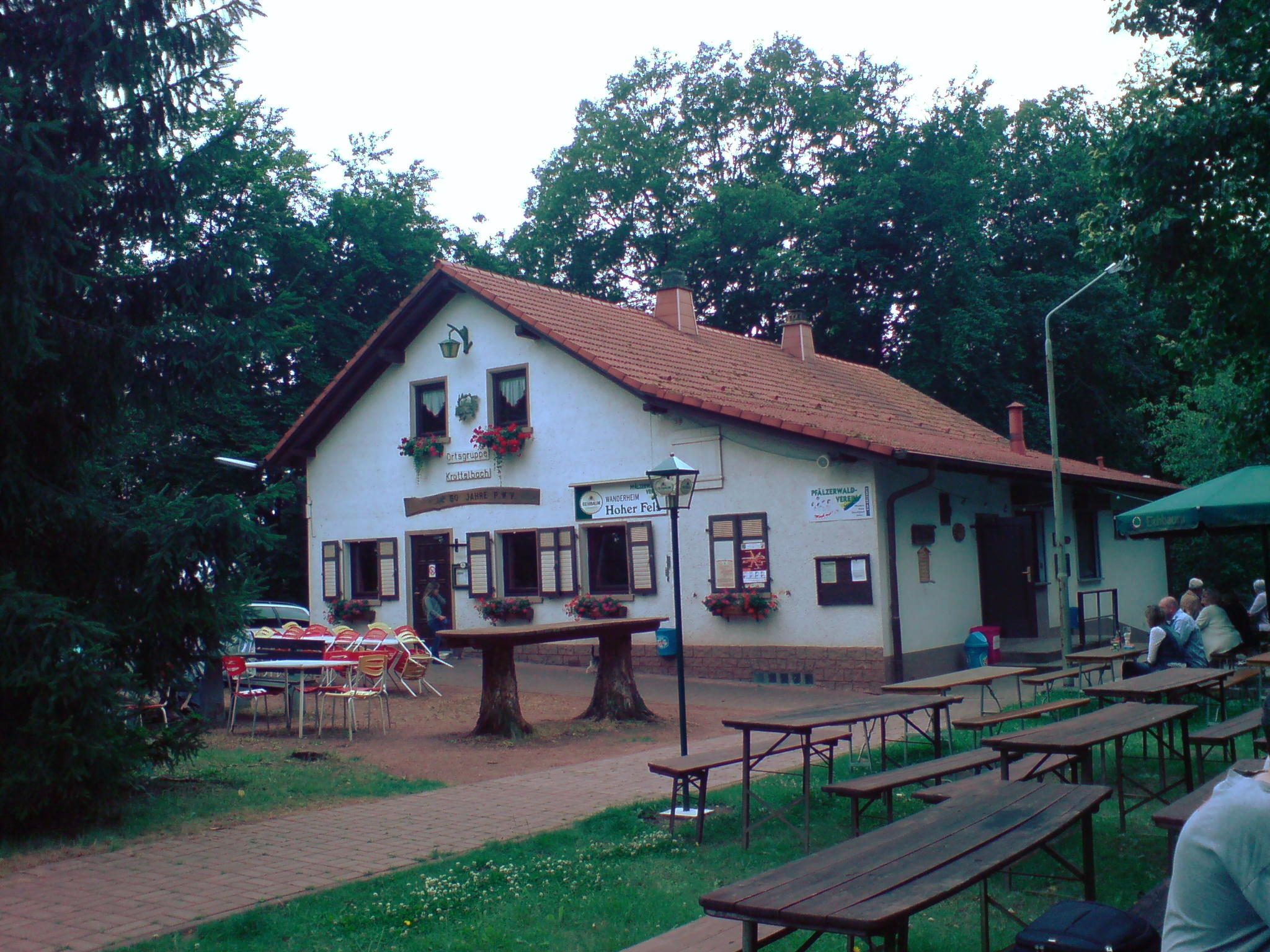
Das Wanderheim Hoher Fels

In Krottelbach gibt es ein Dorfgemeinschaftshaus.
Es gibt auch das viel besuchte Wanderheim Hoher Fels des Pfälzerwald-Vereins, es liegt etwas außerhalb im Wald und ist an die Wanderwege angeschlossen.
Im Nordosten verläuft die A 62. In Glan-Münchweiler ist ein Bahnhof der Glantalbahn.